# Mike Magill
Charles Michael „Mike“ Magill (* 8. Februar 1920 in Haddonfield, New Jersey; † 31. August 2006 ebenda) war ein US-amerikanischer Autorennfahrer.

## Karriere
Nach dem Zweiten Weltkrieg begann Magill seine Rennkarriere 1955 in der AAA-National-Serie. 15-mal ging er bis 1959 in der Serie an den Start. Sein bestes Ergebnis war der vierte Rang beim Rennen in Langhorne 1955.
1957 gab er sein Debüt bei den 500 Meilen von Indianapolis. Eigentlich sollte Juan Manuel Fangio den Kurtis Kraft steuern, aber Vertragsprobleme verhinderten einen Start des fünffachen Formel-1-Weltmeisters. Magill übernahm das Fahrzeug und musste nach einem Unfall in der ersten Runde über eine Stunde in der Box verbringen, um den Wagen reparieren zu lassen. Das Rennen beendete er als 17. Seinen letzten Start in Indianapolis hatte er 1959.
Da das 500-Meilen-Rennen von 1950 bis 1960 zur Formel-1-Weltmeisterschaft gehörte, stehen bei Magill drei Rennstarts in der Statistik. Punkte für die Weltmeisterschaft konnte er nicht erreichen.